# 日本電子材料
日本電子材料株式会社（にほんでんしざいりょう）は、兵庫県尼崎市に本社を置く半導体メーカー。プローブカードの国内トップシェアで、世界でも第2位のシェアを有する。

## 沿革
- 1960年 - 兵庫県尼崎市口田中字野上（現：兵庫県尼崎市御園1丁目）に日本電子材料株式会社を設立し、ブラウン管用カソード・ヒーター等の電子管部品の製造販売を開始。
- 1962年 - 東京都板橋区に東京営業所（現：東京営業）を新設。
- 1965年 - 蛍光文字表示用電子管を開発し、製造販売を開始。
- 1970年 - 米国のRucker & Kolls（ルッカー&コールス）社と技術提携し、IC・LSI等の検査用部品プローブカードの製造販売を開始。
- 1982年 - 静岡県静岡市に静岡工場を新設し、プローブカードの製造を開始。
- 1983年 - 静岡県清水市（現:静岡県静岡市清水区）に東海ハイテック株式会社を設立。
- 1985年 - 熊本県菊池郡七城町（現：菊池市七城町）に熊本工場（現：熊本事業所）を新設し、プローブカードおよびブラウン管用ヒーターの製造販売を開始。
- 1987年 - 米国カリフォルニア州フリーモント市にJEM AMERICA CORP.を設立。兵庫県尼崎市西長州本通3丁目（現：兵庫県尼崎市西長州町2丁目）に本社を移転し、旧本社工場の名称を尼崎工場に変更。
- 1988年 - 香港九龍にJEM (HONG KONG) CO.,LTD.を設立し、中国広東省深圳市に深圳工場を新設し、ブラウン管用カソード・ヒーター等の電子管部品の製造販売を開始。
- 1989年 - JEM AMERICA CORP.の工場が操業しプローブカードの製造販売を開始。
- 1993年 - 大型開口部なしプローブカードを開発し、製造販売を開始。台湾新竹市にト雷氏科技股有限公司（現:JEM TAIWAN PROBE CORP.）を設立し、プローブカードの製造販売を開始。
- 1994年 - VCシリーズ（垂直接触型プローブカード）を開発し、製造販売を開始。
- 1995年 - プローブ先端クリーニング装置（ニードルドレッサーおよびクリーニングシート）を開発し、製造販売を開始。
- 1996年 - 熊本工場に第2工場を増設。
- 1997年 - 英国にJEM EUROPE LTD.を設立。尼崎工場のプローブカード製造部門を移転し、兵庫県尼崎市西長州町2丁目に本社工場を新設。
- 1998年 - 熊本工場に第3工場を増設。 日本証券業協会（現:ジャスダック）に株式を店頭登録。熊本工場がISO 9001の認証を取得。
- 1999年 - 東京営業を神奈川県川崎市に移転。JEM TAIWAN PROBE CORP.を竹北市に移転。韓国ソウル特別市に合弁会社同和JEM株式会社を設立。
- 2001年 - VSシリーズ（垂直スプリング接触型プローブカード）を開発し、製造販売を開始。VHシリーズ（高密度垂直接触型プローブカード）を開発し、製造販売を開始。
- 2003年 - 本社西館を増築。電子事業部（現:電子）を兵庫県尼崎市西長州町2丁目に移転。中国上海市に上海日智電子有限公司を設立する。VRシリーズ（垂直スプリング接触型プローブカード（チップサイズパッケージ用））を開発し、製造販売を開始。仏国にJEM EUROPE S.A.R.L.を設立。JEM AMERICA CORP.がISO 9001認証を取得。
- 2004年 - 本社地区、静岡工場、東京営業がISO 9001認証を取得。本社地区、熊本工場、静岡工場、東京営業がISO 14001認証を取得。
- 2005年 - 東京証券取引所市場第2部に株式を上場。ジャスダック証券取引所の上場を廃止。静岡工場を分社化し、JEM静岡株式会社を設立。STAr社と業務提携、台湾ビジネスの強化を計る。
- 2006年 - 東京証券取引所市場第1部に指定替え。東海ハイテック株式会社を清算。
- 2007年 - 兵庫県小野市にJEMファインテック株式会社を設立。
- 2009年 - JEM静岡株式会社を合併（同社の製造機能は熊本工場に統合）。熊本工場を熊本事業所とする。
- 2013年 - 東京営業を神奈川県横浜市に移転。JEMファインテック株式会社の解散を決議（2013年度内に清算結了）。
- 2018年 - タイにJEM (THAILAND) Co.,Ltd.を設立。
- 2019年 - 兵庫県三田市に三田工場を新設。

## 事業所
- 熊本事業所 - 熊本県菊池市七城町蘇崎1396-5
- 三田工場 - 兵庫県三田市大原1-8
- 東京営業 - 横浜市港北区新横浜2-13-13 TPR新横浜ビル8階

## 関連会社
- JEM AMERICA CORP.
- 香港日本電子材料有限公司（JEM (HONG KONG) Co.,Ltd.）
- 台灣傑睦股有限公司（JEM TAIWAN PROBE CORP.）
- JEM EUROPE S.A.R.L.
- 上海日智電子有限公司（JEM Shanghai Co.,Ltd.）
- JEM (THAILAND) Co.,Ltd.
- JEMCO（韓国）

### 以前存在した関連会社（統合等により現存せず）
- 東海ハイテック株式会社
- JEM静岡株式会社（2009年4月吸収合併）
- JEM(SINGAPORE)PTE.LTD.
- JEMファインテック株式会社